# فيميركاتي
فيميركاتي ( النطق الإيطالي: ‎[vimerˈkaːte]‏ ؛ Brianzöö  [imerˈkɑː] ) هي مدينة وكومونا في مقاطعة منزا وبريانسا، لومبارديا، شمال إيطاليا. تبعد 25 كيلومتر عن ميلان و10 كيلو متر عن مونزا.
أسس الرومان المدينة على ضفاف نهر مولجورا.